# Nuthampstead
Nuthampstead est un village et une paroisse civile du Hertfordshire, en Angleterre. Il est situé dans le nord-est du comté, à quelques kilomètres au sud-est de la ville de Royston. Il fait partie de la région des Hundred Parishes (en). Administrativement, il relève du district du East Hertfordshire. Au recensement de 2011, il comptait 142 habitants.
Pendant la Seconde Guerre mondiale, le village abrite une base de la Royal Air Force, RAF Nuthampstead (en).

## Étymologie
Le nom Nuthampstead provient des éléments vieil-anglais hnutu « noix, fruit à coque » et hām-stede « domaine ». Il désigne un domaine où poussent des arbres donnant des fruits à coque. Il est attesté vers le milieu du XIIe siècle sous la forme Nuthamstede.